# Platysmodes
Platysmodes is een geslacht van kevers uit de familie van de loopkevers (Carabidae). De wetenschappelijke naam van het geslacht is voor het eerst geldig gepubliceerd in 1903 door Fauvel.

## Soorten
Het geslacht Platysmodes is monotypisch en omvat slechts de volgende soort:
- Platysmodes gambeyi (Fauvel, 1882)